# Аюд
Аюд (рум. Aiud румунська вимова: [aˈjud] ⓘ; лат. Brucla, угор. Nagyenyed, нім. Straßburg am Mieresch) — місто у повіті Алба в Румунії, що має статус муніципію. Адміністративно місту підпорядковані такі села (дані про населення за 2002 рік):
- Аюдул-де-Сус (2419 осіб)
- Гимбаш (543 особи)
- Гирбова-де-Жос (385 осіб)
- Гирбова-де-Сус (320 осіб)
- Гирбовіца (143 особи)
- Меджина (593 особи)
- Педжида (126 осіб)
- Синкрай (863 особи)
- Цифра (149 осіб)
- Чумбруд (1365 осіб)

Місто розташоване на відстані 278 км на північний захід від Бухареста, 28 км на північний схід від Алба-Юлії, 52 км на південь від Клуж-Напоки.

## Населення
За даними перепису населення 2002 року у місті проживали 28 934 особи.
Національний склад населення міста:
| Національність   | Кількість осіб | Відсоток |
| ---------------- | -------------- | -------- |
| румуни           | 22596          | 78,1%    |
| угорці           | 4787           | 16,5%    |
| цигани           | 1464           | 5,1%     |
| німці            | 44             | 0,2%     |
| росіяни-липовани | 7              | < 0,1%   |
| українці         | 5              | < 0,1%   |
| болгари          | 4              | < 0,1%   |
| італійці         | 3              | < 0,1%   |
| турки            | 2              | < 0,1%   |
| греки            | 2              | < 0,1%   |
| чехи             | 2              | < 0,1%   |
| поляки           | 2              | < 0,1%   |
| серби            | 1              | < 0,1%   |
| хорвати          | 1              | < 0,1%   |
| євреї            | 1              | < 0,1%   |
| чанго            | 1              | < 0,1%   |

Рідною мовою назвали:
| Мова             | Кількість осіб | Відсоток |
| ---------------- | -------------- | -------- |
| румунська        | 23479          | 81,1%    |
| угорська         | 4698           | 16,2%    |
| циганська        | 690            | 2,4%     |
| німецька         | 31             | 0,1%     |
| російська        | 5              | < 0,1%   |
| українська       | 4              | < 0,1%   |
| болгарська       | 4              | < 0,1%   |
| італійська       | 3              | < 0,1%   |
| турецька         | 1              | < 0,1%   |
| сербська         | 1              | < 0,1%   |
| хорватська       | 1              | < 0,1%   |
| грецька          | 1              | < 0,1%   |
| єврейська (їдиш) | 1              | < 0,1%   |
| чеська           | 1              | < 0,1%   |
| польська         | 1              | < 0,1%   |

Склад населення міста за віросповіданням:
| Релігія                                       | Кількість осіб | Відсоток |
| --------------------------------------------- | -------------- | -------- |
| православні                                   | 22085          | 76,3%    |
| реформати                                     | 3780           | 13,1%    |
| греко-католики                                | 1197           | 4,1%     |
| римо-католики                                 | 615            | 2,1%     |
| унітарії                                      | 322            | 1,1%     |
| п'ятдесятники                                 | 297            | 1,0%     |
| баптисти                                      | 206            | 0,7%     |
| адвентисти                                    | 152            | 0,5%     |
| атеїсти                                       | 34             | 0,1%     |
| лютерани (Синодально-пресвітеріанська церква) | 31             | 0,1%     |
| не релігійні                                  | 19             | 0,1%     |
| мусульмани                                    | 10             | < 0,1%   |
| лютерани (Аугсбурзького сповідання)           | 9              | < 0,1%   |
| бретрени                                      | 7              | < 0,1%   |
| лютерани                                      | 4              | < 0,1%   |
| юдеї                                          | 1              | < 0,1%   |
| не вказали релігію                            | 17             | 0,1%     |

## Зовнішні посилання
- Дані про місто Аюд на сайті Ghidul Primăriilor [Архівовано 14 травня 2012 у Wayback Machine.]